# Дарксайд
Дарксайд (англ. Darkseid) — персонаж DC Comics, созданный писателем художником Джеком Кирби. Впервые появился в 134-м выпуске комикса «Superman’s Pal Jimmy Olsen», вышедшем в декабре 1970 года.
Дарксайд — один из самых могущественных персонажей «DC Comics». После своего дебюта в бронзовом веке комиксов он все четыре десятилетия появляется в комиксах «DC Comics». Является врагом Супермена и олимпийских богов. Персонаж также появляется в мультфильмах и компьютерных играх, основанных на «DC Comics», и на коллекционных карточках, а его образ используется для создания игрушек.
Дарксайд занял 6 место в списке «100 величайших злодеев комиксов всех времён» по версии IGN.
После того, как на него неоднократно ссылались в Расширенной вселенной DC, персонаж сделал свой первый кино-дебют в фильме «Лига справедливости Зака Снайдера», где его сыграл и озвучил Рэй Портер.

## Биография
Юксэс — сын Юга Хана и Хеггры, был вторым в очереди на престол планеты Апоколипс. Когда его старший брат Дрэкс должен был получить легендарную Омега-Силу, Юксэс убил брата (позже оказалось, что он выжил) и забрал силу себе, превратив себя в камнеподобное создание. После этого он взял себе новое имя Дарксайд. Однажды Дарксайд влюбился в апоколиптианскую женщину-учёного по имени Сули, с которой у него родился сын Калибак. Позже Сули была отравлена Десаадом по приказу Хеггры, которая считала, что Сули делает Дарксайда добрее. Через некоторое время Дарксайд по наставлению своей матери женился на Тигре, которая родила ему сына Ориона. Но после смерти Сули сердце Дарксайда стало ещё более холодным, и теперь он посылает Десаада отравить Хеггру. В конечном счёте он становится верховным монархом Апоколипса. После этого Дарксайд изгоняет Тигру с Апоколипса.
Разрушительная война с конкурирующей планетой Новый Генезис была остановлена только в результате дипломатического обмена сыновьями между правителем Нового Генезиса Верховным Отцом и Дарксайдом. Сын Дарксайда Орион был передан Верховному Отцу, в то время как Дарксайд получил Скотта Фри, который позже стал мастером побегов под именем Мистер Чудо. В итоге это оказалось неудачей Дарксайда, так как его биологический сын научился ценить и защищать идеалы Нового Генезиса в противовес своему отцу. Дарксайду было предсказано, что он погибнет от рук своего сына.
Видя других богов как угрозу, Дарксайд вторгается на остров Темискира, чтобы открыть секрет местонахождения олимпийских богов, планируя свергнуть олимпийцев и забрать их силу. Отказав помогать Дарксайду в его безумном поиске, амазонки стали сражаться с войсками его парадемонов, в результате чего половина населения амазонок погибла. Чудо-женщина смогла отомстить Дарксайду за смерть своих сестёр, поместив часть своей собственной души в Дарксайда. Это предположительно ослабило силу бога.
Цель Дарксайда состоит в уничтожении свободы воли и изменении вселенной по своему образу. Для этого он пытается разгадать таинственное Уравнение антижизни, которое даст ему полный контроль над мыслями и эмоциями всех живых существ во вселенной. Дарксайд пытался достичь господства над вселенной и другими способами, в первую очередь через своего миньона Славного Годфри, который своим голосом мог управлять умами людей. У Дарксайда был особый интерес к Земле, так как он считал, что в разумах людей есть многие, если не все, фрагменты Уравнения антижизни. Дарксайд намеревался исследовать сознание каждого человека, чтобы собрать Уравнение воедино. Это привело к столкновению со многими супергероями Вселенной DC, особенно с криптонцем Суперменом. Дарксайд действовал закулисно, используя мощных миньонов, в том числе действовал через Интерганг — преступный синдикат, использующий апоколиптианские технологии, позже превратившегося в религиозный культ, который поклонялся Дарксайду как богу зла.

### До Последнего Кризиса
Через тысячу лет в будущем Дарксайд отсутствовал веками и почти полностью забыт. Он возвращается и вступает в конфликт с чемпионами той эпохи, Легионом Супергероев. После использования как научных, так и магических методов для увеличения своей силы Дарксайд перемещает планеты Апоколипс и Даксам, что помещает Даксам под желтое солнце и дает каждому из его обитателей подобные криптонианским суперсилы, равные сверхчеловеческим. Подчинив даксамитов своему умственному рабству, он использует их в масштабной попытке завоевать известную вселенную. Однако в конечном итоге он терпит поражение от Легиона и многих его союзников.
В ограниченной серии «Мистер Чудо» Гранта Моррисона 2005 года выяснилось, что Дарксайд наконец открыл Уравнение Анти-Жизни, которое он затем использовал для полного уничтожения Четвертого мира. Новые боги бежали на Землю, где они скрывались. Верховный отец и его последователи превратились в группу бездомных. Метрон использовал инвалидное кресло, Черный Гонщик был старым белым человеком в инвалидном кресле, Де Саад был злым психиатром, Бабушка Гуднесс была сутенером (или «мадам») Женских Фурий, и сам Дарксайд теперь был лидером злой банды, которого называют только «Боссом Темной стороны». Выясняется, что Дарксайд фактически отдал Шиду Северную Америку в обмен на Ауракла, первого супергероя Земли. Это было, в свою очередь, исключительно для того, чтобы Дарксайд поймал Шайло Нормана, которого он считает «Аватаром свободы», в свои лапы, чтобы он мог в конечном итоге уничтожить Новых Богов.

### Последний Кризис
Как и было предсказано, Орион возвращается на Землю через стреловую трубку для своей последней битвы с Дарксайдом. Во время массивной битвы Орион в конечном итоге убивает его, вырывая ему сердце, в результате чего из грудной полости Дарксайда образовался костер Апоколипсов (в отношении пророчества об их последней битве). Когда Дарксайд умирает, израненный Орион уходит с поля битвы, раз и навсегда «выиграв» битву со своим отцом. Однако жизненная сущность Дарксайда выдержала даже смерть его тела и упала во времени, где он переродился как «Босс Темной стороны», которому помогали его воскресшие миньоны и суперзлодея Весы.
Вновь привязанный к форме человека, «Босс темной стороны» начал появляться в ряде игр в преддверии Финального Кризиса. В Flash (vol. 2) # 240 он возглавил армию фанатиков, чья воля нарушена «устной формой» Уравнения Антижизни, чтобы похитить Близнецов Торнадо. В «Хищных птицах» № 118 он руководит своим «Клубом темной стороны», где сверхчеловеки сражаются насмерть, промытые наркотиками, производимыми Бернадетом. В Юных Титанов # 59 выяснилось, что он использовал Титанов Теорра, чтобы захватить Юных Титанов и использовать их в своих клубных боях.
В Финальном Кризисе Дарксайд начал захватывать Землю и развращать Мультивселенную с помощью своего вестника Весов, возродившегося суперзлодея и антихристоподобной фигуры, который вскоре обращает большую часть Тайного Общества Суперзлодеев на свою сторону с помощью Криминальной Библии и Святого Копья. К Дарксайду также присоединяются души его собратьев-злых Новых Богов, которые, как и Дарксайд, теперь обладают либо модифицированными человеческими телами, либо телами других сверхмощных существ, таких как Мэри Марвел.
Дарксайд также организует заманивание детектива Дэна Терпина в Клуб Темной Стороны, где Терпин превращается в «последнего хозяина» Дарксайда, поскольку его тело Темной стороны Босса начало мумифицироваться из-за мерзкого астрального присутствия Дарксайда. Со своим легионом последователей и союзников, помогающих ему в его последнем «возрождении», Дарксайд успешно завоевывает Землю, обрушив на человечество Уравнение Анти-Жизни. Однако процесс возрождения еще далек от завершения, поскольку разум и душа Дэна Терпина, хотя и испорчены сущностью Дарксайда, по-прежнему твердо контролируют свое тело. Однако в этот же момент Шайло Норман, «Воплощение свободы» снимает оперативники SHADE, тем самым сигнализируя о «Победе зла». Дарксайд получает контроль над телом Терпина, теперь искаженным в точную копию его прежнего внешнего вида Апоколиптана, и носит обновленную версию своей боевой брони. Затем Дарксайд обретает всю свою силу, его «падение» имеет эффект сжатия и сжатия пространства-времени вокруг Земли.
После побега из плена Бэтмен стреляет в Дарксайда той же радионовой пулей, которая убила Ориона, в то время как Дарксайд одновременно поражает Бэтмена Лучом Омега, отправляя назад во времени, а затем «заражая» Бэтмена энергией Омега, которая заставит его прыгнуть вперед во времени, с катастрофическими результатами, когда он достигнет настоящего. Дарксайд смертельно ранен, но не раньше, чем его санкция Омега телепортирует Бэтмена в доисторический мир. Останки, которые, как считается, принадлежат Бэтмену (позже выяснилось, что это последний из многих клонов Бэтмена, созданных Дарксайдом), находит Супермен, который противостоит Дарксайду. Когда Дарксайд издевается над своим старым врагом за то, что он не смог защитить Землю, выясняется, что во время падения Дарксайда через мультивселенную он создал сингулярность судного дня, которая теперь угрожает всему существованию. Когда Супермен пытается физически напасть на него, Дарксайд показывает, что теперь он существует внутри тел всех тех, кто попал под власть Уравнения Анти-Жизни, и что убийство Дарксайда убьет человечество. Затем Дарксайд перезаряжает пистолет, из которого стреляли в него, чтобы убить Ориона, выпустив пулю назад во времени (шаг Супермена считает самоубийством из-за парадоксальной природы его действий).
Прежде чем Дарксайд сможет использовать Эффект Омеги, чтобы убить Супермена, Барри Аллен и Уолли Уэст ведут Черного Гонщика к Дарксайду и, вступая с ним в контакт, освобождают Терпина от контроля Дарксайда. Чудо-женщина (освобожденная от одержимости одним из приспешников Дарксайда) затем использует свое лассо истины, чтобы связать духовную форму Дарксайда, эффективно освобождая человечество от Уравнения Анти-Жизни и находясь под контролем Дарксайда. В его последней попытке появляется бестелесная сущность Дарксайда и пытается захватить Чудо-Машину, созданную Суперменом; однако Супермен использует противодействие вибрации, чтобы уничтожить его. Кроме того, последняя часть плана Дарксайда терпит неудачу, когда Бэтмен, благодаря действиям нового Бэтмена (Дик Грейсон), Красного Робина (Тим Дрейк), Робин (Дэмиан Уэйн) и Лига Справедливости могут безопасно вернуться в настоящее, потребляя Омега-энергию в своем теле, не повреждая при этом поток времени, таким образом, становясь вторым человеком, наряду с Мистером Чудо, чтобы избежать санкции Омега.
Доктор Невозможный позже манипулирует преступным синдикатом Америки, чтобы помочь ему воскресить Дарксайда с помощью машины, которая черпает энергию из самой Мультивселенной. Воскрешение имеет неприятные последствия и вместо этого создает новое существо, известное как Омега-Человек.

## Силы и способности
Сверхчеловеческая сила: Дарксайд обладает сверхчеловеческой силой. Он без труда поднимает вес, превышающий 100 тонн. По физической силе он равен Супермену.
Неуязвимость: Дарксайд практически неуязвим ко всем видам урона, включая холод, электричество, высокие температуры, яды и токсины.
Сверхчеловеческая выносливость: неспособный устать, Дарксайд обладает бесконечной выносливостью. Он также не нуждается ни в кислороде, ни в еде.
Бессмертие: Дарксайд не может быть убит, Источник Силы может воскресить его в любой момент. Даже когда Спектр убил Дарксайда, тот почти мгновенно воскрес. Он не может умереть от старости или по другой причине. Единственное, что его убило — это Чёрный гонщик, аватаром которого стал Флэш (Война Дарксайда).
Регенерация: Дарксайд способен мгновенно исцелить любые ранения.
Омега Эффект: великая сила, которую получил Дарксайд — это Омега Эффект. Он фокусирует эту силу в энергию, которой может стрелять из глаз. Этот эффект не просто разрушительная атака, также с помощью него можно телепортировать цель в любую точку вселенной по желанию Дарксайда, а потом вернуть назад; а можно просто уничтожить цель или превратить во что-то. Дарксайд полностью контролирует свои Омега-лучи, он может направлять их прямо к цели или уничтожить цель за углом, изогнув лучи. Эффект может проходить сквозь практически любые барьеры, включая время и пространство. Дарксайд утверждал, что против его Омега-лучей не сможет выстоять ни одно живое существо, но тем не менее Думсдэй и Супермен выстояли.
Сверхчеловеческий интеллект: Дарксайд очень умён. Его интеллект превосходит разумы умнейших существ во вселенной.
Управление энергией: Дарксайд способен управлять многими видами энергии. Он может использовать её для достижения различных целей. Например для создания непробиваемых силовых полей, создания мощных взрывов и энергетических всплесков.
Управление материей: Дарксайд управляет материей на атомном уровне.
Телекинез: с помощью этой способности Дарксайд может перемещать объекты невероятно огромной массы усилием воли или мысли.
Телепатия: Дарксайд может телепатически связаться с любым существом во вселенной. Также он способен контролировать разум других усилием воли. Эта способность настолько сильна, что однажды он смог контролировать миллионы существ одновременно.
Изменение размера: Дарксайд может управлять своим размером, массой и плотностью как угодно, изменяя свой рост и облик.
Телепортация: Дарксайд может телепортировать себя или других существ в любую точку вселенной.
Путешествие во времени: Дарксайд может путешествовать во времени, как и любой из богов.
Аватар: одной только мыслью Дарксайд способен создать свою копию — аватар. Аватар достаточно силён, чтобы легко одолеть Лигу справедливости.
Разрыв души: Дарксайд может рукой вырвать душу из врага и уничтожить её. В перерожденной версии он может их поглотить.
Де-эволюция: Дарксайд способен каким-то образом откатывать любых существ вниз по эволюционной лестнице. Но эта способность тратит силы.
Полёт: Дарксайд может летать.

## Вне комиксов

### Телевидение
- Дарксайд основной антагонист в десятом, заключительном сезоне телесериала «Тайны Смолвиля». Играли его несколько актёров: Майкл Дэйнджерфилд (эпизод «Супергёрл»), Стив Байерс (эпизод «Маскарад») и Джон Гловер (эпизод «Финал, часть 2»).

### Мультипликация
- Появляется в мультипликационных сериалах «Супердрузья. Легендарное шоу суперсил» (1984) и «Команда суперсил. Хранители галактики» (1985), озвучил его Фрэнк Уэлкер.
- Дарксайд также появился в нескольких анимационных сериалах, действие которых происходит в Анимационной Вселенной DC: «Супермен» (эпизоды: «Tools of the Trade», «Father’s Day», «Apokolips… Now!», «Little Girl Lost, Part II», «Legacy»), «Лига справедливости» (эпизод «Twilight») и «Лига справедливости. Без границ» (эпизоды «Alive!», «Destroyer»); везде его озвучил Майкл Айронсайд.
- В мультипликационном сериале «Бэтмен: отважный и смелый» Дарксайд появился в эпизоде «Darkseid Descending!», где был озвучен Майклом-Леоном Вули.
- Дарксайд — главный антагонист в мультфильме «Лего. Лига справедливости», выпущенном сразу на DVD, озвучен Андре Брауэром[11].
- Дарксайд является главным злодеем в мультфильме 2014 года «Лига справедливости: Война», где его озвучил Стивен Блум.
- Дарксайд также является главным злодеем в мультфильме «Темная Лига справедливости: Война Апоколипса», где его озвучил Тони Тодд.
- Дарксайд также появляется в анимационном сериале «Харли Квинн», где его озвучил Майкл Айронсайд.

#### Расширенная Вселенная DC
Дарксайд является одним из персонажей фильма «Лига справедливости Зака Снайдера» (2021). Намёк на существование Дарксайда есть в фильме «Бэтмен против Супермена: На заре справедливости», в одной из сцен которого Брюс Уэйн видит кошмар, где Дарксайд захватил Землю и применил уравнение антижизни, чтобы заставить Супермена выполнять его приказы, но в самом фильме подробности не раскрываются. Дарксайд был упомянут Степным Волком в фильме «Лига справедливости» (2017) — кинотеатральной версии фильма Снайдера. Роль Дарксайда в киновселенной исполнил актёр Рэй Портер.

### Компьютерные игры
Дарксайд появился в следующих компьютерных играх: «Superman: The Game» (1985), «Justice League Task Force» (1995), «Superman» (1999), «Superman: Shadow of Apokolips» (2002), «Justice League Heroes» (2006) и «Mortal Kombat vs. DC Universe» (2008), Injustice: Gods Among Us (2013), DLC «Bizarro» в игре «LEGO Batman 3: Beyond Gotham» (2014), Injustice 2 (2017), «LEGO DC Super-Vilians» (2018).
В Mortal Kombat 11 у Гераса есть скин Дарксайда.

#### Дарк Кан
Dark Kahn (Дарк Кан) — персонаж вселенных Mortal Kombat и DC Comics. Главный злодей игры Mortal Kombat vs. DC Universe. После провала вторжения Шао Кана в Земной мир, Райдэн уничтожает Кана, выстрелив в него молнией, когда тот пытался сбежать через портал. В то же время, на Земле, Супермен уничтожает злодея Дарксайда, выстрелив в него лазером из глаз, когда апокалиптянин пытался бежать домой посредством телепортатора. Так как это происходит одновременно в обоих мирах, оба злодея оказываются слиты в единое сверх-существо под названием Дарк Кан, который начинает уничтожать вселенные Mortal Kombat и DC Universe.
14 октября 2008 года было опубликовано видео из профиля Джона Тобиаса. В нём Тобиас рассказывал как он вернулся к работе над MK после своего ухода в 1999 году. Во время рассказа о приемах рисования персонажей были продемонстрированы первые эскизы Дарк Кана, ставшего таким образом первым из боссов игры, чей облик стал известен.
После выхода игры возник вопрос о доступности данного персонажа для игры человеком. Но, несмотря на то, что скачиваемый контент предполагал наличие новых доступных для игры героев, Дарк Кан не был заявлен как часть этого контента. Посему пока что он остаётся недоступным игроку.
На сайте fightersgeneration.com, посвящённом играм-файтингам, по поводу внешнего вида Дарк Кана написали следующее:
Ну да, он выглядит злобным, грозным и все такое прочее, но этого реально недостаточно для подобного существа. На самом деле, этот парень выглядит как творение шестилетнего ребёнка с отклонениями в развитии.

## Цитаты
"Я. То. Новое Бог. В Дарксайде все едино. Это могучее тело - моя церковь. Когда я приказываю вам сдаться, я говорю тремя миллиардами голосов. Когда я сжимаю кулак, чтобы сокрушить ваше сопротивление, это происходит тремя миллиардами рук. Когда я смотрю в твои глаза и разбиваю твои мечты, и разбиваю твое сердце, это происходит с шестью миллиардами глаз! Ничего подобного Дарксайду среди вас никогда не было и не будет. Я отведу тебя в ад без выхода и конца. И там я убью ваши души! И заставлять тебя ползать и умолять! И умереть! Да! УМРИ ЗА ДАРКСАЙДА!"
"Люди Земли, я Дарксайд, повелитель Апоколипса. Вот твой спаситель, сломленный и сломленный. Я сокрушил его так же легко, как сокрушил всех, кто осмелился противостоять мне во всем космосе. Я - сила, не похожая ни на одну из тех, что вы когда-либо знали: абсолютная, бесконечная и неумолимая. У вас нет выбора, кроме как подготовиться к долгому темному будущему в качестве моих подданных и моих рабов."

## Критика и отзывы
- Дарксайд занял 6 место в списке 100 величайших злодеев комиксов по версии IGN.